# Bas saxon
Cet article concerne le group de dialectes parlée aux Pays-bas et dans le Nord de l'Allemagne. Pour la langue parlée dans le Nord de l'Allemagne, voir Bas allemand.
Le bas saxon (ou bas allemand occidental) est un groupe de dialectes germaniques occidentaux du groupe germano-néerlandais, très proche d'une part de l'allemand et d'autre part du néerlandais. Le bas saxon est historiquement une langue-sœur de l'anglais, à mi-chemin entre celui-ci et le néerlandais, avec lesquels il partage encore de grandes ressemblances.
Parlé en Allemagne et aux Pays-Bas orientaux, on distingue trois sous-groupes régionaux principaux du bas allemand occidental (le bas saxon au sens strict) : le westphalien (parlé en Westphalie et aux Pays-Bas orientaux), l'ostphalien (parlé en Basse-Saxe, Saxe-Anhalt) et le bas saxon septentrional (parlé en Groningue, en Frise orientale, en Basse-Saxe, à Brême, à Hambourg, et au Schleswig (de)-Holstein (de)).
L'autre grand groupe de dialectes bas allemands est le bas allemand oriental, autrefois parlé en Poméranie et en Prusse, et qui ne subsiste plus aujourd'hui que dans une partie du Mecklembourg.
Les dialectes bas saxons sont les héritiers directs du moyen bas allemand, qui fut la langue véhiculaire de la Ligue hanséatique. Malgré les dispositions de la Charte européenne des langues régionales ou minoritaires, et malgré un patrimoine littéraire respectable, leur usage recule irrémédiablement, essentiellement à cause de la pression économique (exode rural, brassage des populations, densification des échanges internationaux) et culturelle (les grands médias privilégient l'allemand ou néerlandais standard). 
Le bas saxon est un concept douteux.[pourquoi ?]

## Dénomination et justification

### Variantes régionales
La désignation courante pour le bas allemand en allemand moderne est « Plattdeutsch », généralement transcrite Plattdüütsch bien que d'anciennes formes subsistent : Plattdütsk, Plattdütsch. Plautdietsch désigne la langue d'origine bas-allemande des mennonites originaires des territoires bas-prussiens.
La graphie Plattdüütsch due au linguiste Sass, qui a cherché à promouvoir une orthographe conforme aux conventions et dialectes holsteinois est aujourd'hui la plus utilisée, parce que la Basse-Saxe et le Schleswig-Holstein sont les deux régions où l’on trouve le plus de locuteurs de ces dialectes. L'orthographie dite Sass (de Sass Schrievwies) est l'orthographie utilisée par la plupart des locuteurs du bas-allemand, c'est également celle utilisée sur le Wikipédia en langue bas-allemande.
Plus à l'est, où le doublement des voyelles est moins familier (peut-être à cause de l'éloignement des Pays-Bas), la graphie Plattdütsch est plus commune.
En pays frison, on parle plus volontiers du Plattdütsk. Comme, en moyen allemand, on écrivait encore (« à la française ») c pour le son k, et sc comme graphème pour le son [ʃ], on trouve encore écrit aujourd'hui dans certaines régions sk au lieu de sch ; et c'est pourquoi au lieu de Plattdütsk, on trouve des orthographes aussi différentes que Plattdütsch ['plʌt dy:tʃ], Plattdütschk ['plʌt dy:tʃk] ou encore ['plʌt dy:tsk].
Les locuteurs mennonites originaires des territoires bas-prussiens, à savoir d'Europe de l'Est et d'Amérique, désignent leur langue comme Plautdietsch. Cette orthographe vient d'une prononciation (par ex. la diphtongaison du « a » en « au ») qu'on retrouve aussi en westphalien.
On parle aussi parfois de Nedderdüütsch (parfois écrit Nedderdütsch, Nedderdütsk ou encore Nedderdüütsk), voire, comme aux Pays-Bas, de Neddersass'sch (Nedersaksisch en néerlandais). Contrairement à l'expression Low Saxon utilisée indifféremment avec Low German par les anglophones, les Allemands réservent l'appellation « bas saxon » aux parlers de Basse-Saxe (c'est-à-dire du nord de l'ancienne RFA), qui sont les successeurs les plus directs du vieux saxon et se distinguent du bas allemand oriental, lequel est écho de la diffusion du bas-francique à l'époque de la colonisation germanique de l'Europe orientale.

### Une terminologie subtile et variable
Il n'y a pas de trace de la façon dont les Saxons désignaient leur propre langue, le vieux saxon ; les clercs francs la désignaient comme lingua Saxonica.
Lorsqu'à l'époque des trouvères le Moyen bas allemand commença à prendre forme, le bas saxon était souvent désigné par ses locuteurs comme düdesch ou to düde, surtout pour le distinguer des parlers étrangers et l'opposer au latin. Et c'est ainsi que dans plusieurs grandes villes de la Hanse, il s’ouvrit au XVe siècle des düdeschen schrifscholen, distinctes des « écoles de latin. »
Lorsqu'un Allemand du Nord voulait distinguer sa langue du haut-allemand ou du néerlandais, il évoquait volontiers unse düdesch (notre allemand à nous), sassesch düdesch (l'allemand saxon) ou moderlike sprake (la langue maternelle). Le qualificatif sassesch (saxon) est particulièrement fréquent aux XVe et XVIe siècles : on trouve ainsi sassesch, sassesche sprake, et même plus tard nedder-sassesch. Ce n'est qu'à partir du XVIe siècle que l’on commence à rencontrer les termes nedderdüdesch et nedderlendesch.
Le terme de Plattdeutsch, emprunté au néerlandais, apparaît au XVIIe siècle : il marginalise l'emploie du mot sassesch et s'impose comme désignation du bas allemand. Le plus ancien témoignage de son emploi se trouve dans une version du Nouveau Testament imprimée en 1524 à Delft : frontispice et préface indiquent que la Bible est traduite in goede platten duytsche, c'est-à-dire dans une langue courante, à la fois bonne (grammaticalement) et simple (compréhensible), par opposition aux traductions savantes. L’adjectif néerlandais plat « lisse, sans relief » ne sert pas à opposer un allemand « du plat pays » à un allemand des pays de montagne, mais signifie « clair, compréhensible de tous, »
La qualification d'un patois local comme Platt- n'est d'ailleurs pas propre à la plaine d'Allemagne du Nord : on la retrouve aussi pour différents dialectes du moyen-allemand occidental.
Jusqu'au début du XXe siècle, on désignait le néerlandais comme la « langue bas allemande » (Niederdeutsche Sprache, Nederduitsche Taal), et l'église réformée des Pays-Bas s'appelait officiellement jusque dans les années 1950 Niederdeutsche reformierte Kirche (Nederduitsch Hervormde/Gereformeerde Kerk). Un des principaux mouvements protestants d’Afrique du Sud s'appelle encore aujourd'hui officiellement Nederduitsch Hervormde Kerk (cf. l'article Néerlandais).
Le mot Plattdeutsch est aujourd'hui synonyme de Niederdeutsch : le premier terme est celui de tous les jours, le second est préféré des chercheurs.

### Le statut du bas saxon

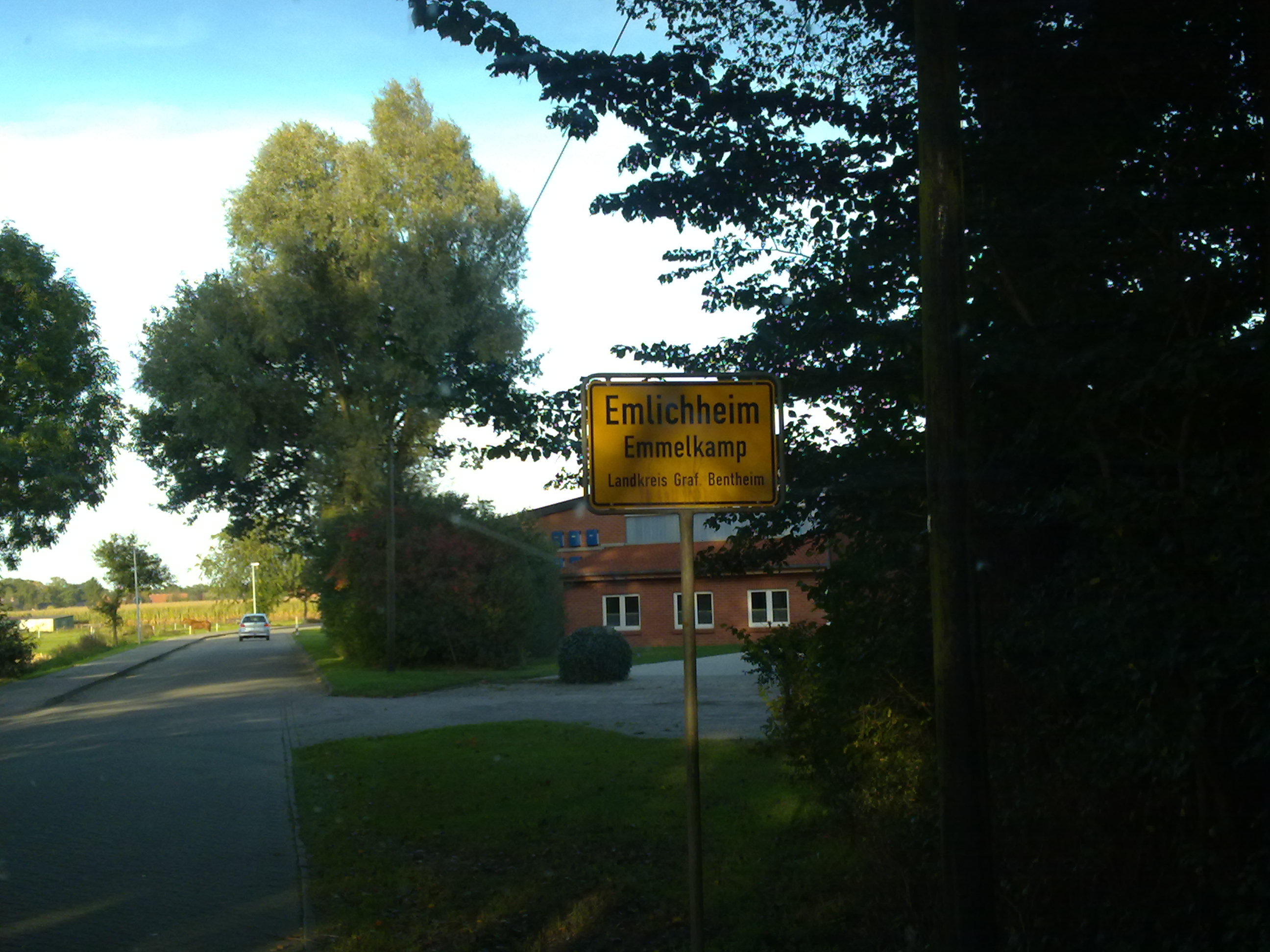
Panneau bilingue à Emlichheim (Emmelkamp en bas saxon)

Le statut linguistique du bas allemand fait toujours l'objet de vifs débats : ce n'est qu'un simple dialecte si l'on considère ses limitations fonctionnelles, dénoncées par les grammairiens Goossens, Sanders et Stellmacher, mais la richesse de ses formes lexicales, et l'attachement de ses très nombreux locuteurs sont de forts arguments pour le classer comme une authentique langue. Il faut dire que le bas-saxon est par lui-même hétérogène et se divise en une multitude de patois, et c'est d'ailleurs l'une des raisons pour lesquelles il n'a jamais été codifié, bien qu'il existe à son sujet une abondante littérature et qui continue de s'enrichir (par ex. Klaus Groth etc.). Thomas Mann lui-même, dans Les Buddenbrook, fait s'exprimer ses personnages (et pas uniquement des petites gens) dans le parler bas saxon de sa patrie, Lübeck ; il n'est d'ailleurs pas inutile de signaler ici que ce parler bas saxon de Lübeck fut au Moyen Âge la lingua franca de la Hanse, c'est-à-dire la langue des affaires. Cette œuvre (et même la tétralogie romanesque d’Uwe Johnson, Une année dans la vie de Gesine Cresspahl) permet de se faire une bonne idée de la répartition historique de ces dialectes jusqu'à aujourd'hui.
D’après Heinz Kloss, le bas allemand serait une langue de distinction pseudo-dialectale, c'est-à-dire au fond une authentique langue (par ses différences significatives avec l'allemand standard et son autonomie historique), considérée pourtant aujourd'hui comme un dialecte de l'allemand, parce qu'elle n'emprunte ses fonctions linguistiques standard qu'à l'allemand moderne (« langue-toit ») né, lui, des structures du haut-allemand. Le point de vue selon lequel les différences entre le bas allemand et l'allemand standard seraient suffisantes pour justifier le statut de « langue » n'est pourtant pas admis de tous : ainsi Ulrich Ammon, qui considère le bas allemand comme un cas limite de divergence linguistique (les différences de jugement sur ce point provenant du flottement dans la définition des critères d'unité linguistique), met pourtant en garde contre l'hégémonie de l'allemand standard, due à son rôle de langue-toit et à l’appréciation qu'en font les germanophones.
Dans le cadre de la Charte des langues régionales du Conseil de l'Europe, le bas saxon est reconnu et maintenu aux Pays-Bas (Nedersaksisch) comme en Allemagne. Dans ce dernier pays, les mesures correspondantes sont entrées en vigueur en 1999. Quelques Länder ont pris des mesures contre la discrimination des locuteurs du bas allemand : ainsi au Schleswig-Holstein, les autorités sont tenues de prendre en considération les requêtes et courriers rédigés en dialecte, et justifiées à répondre elles-mêmes en plattdeutsch. La Cour fédérale a jugé que les brevets et demande de droit exclusif adressées en dialecte à l’Office allemand des brevets et des marques de Munich sont recevables, quoiqu'ils ne soient pas considérés comme « rédigés en allemand », et que pour cette raison il faille les traduire. Contrairement au distinguo juridique avancé par la Cour fédérale dans ses attendus, d'autres juristes et tribunaux considèrent que l'expression « langue allemande » (Deutsche Sprache) recouvre aussi bien le « haut allemand » que le « bas allemand » ; que le « bas allemand » est tout autant langue officielle que le « haut allemand. » Ce point de vue est notamment celui du Schleswig-Holstein.
Dès ses débuts, la philologie allemande s'est scindée en une philologie du bas allemand, et une philologie du haut allemand. La majorité des locuteurs de ce dialecte ont toujours été convaincus de l'identité de leur parler : le bas allemand possède un vocabulaire et une grammaire propres, bien reconnaissables de ceux du haut allemand. Une grande partie du vocabulaire est plus proche du néerlandais que du haut allemand.

## Nombre de locuteurs
En Allemagne, on estime le nombre de locuteurs du bas allemand à six millions dont à peu près quatre millions maîtrisent réellement la langue. D'après la source pré-citée, si l'on ajoute à ce nombre tous les locuteurs actifs de l'entourage de ces connaisseurs, cela représente 11 millions (dont 23 % habitent la zone de recensement). Le nombre des locuteurs passifs, c’est-à-dire de ceux qui comprennent le bas allemand, se monte selon plusieurs sources à plus de dix millions en Allemagne, mais il est sans doute bien supérieur (s. o.).
Aux Pays-Bas, un recensement effectué en 2003 par l'université de Groningue montre qu'environ 1,5 million de personnes parlent le dialecte bas saxon.
Au Danemark, seule une fraction de la minorité allemande (env. 20 000 personnes) parle le Nordschleswigsch (ou Nordschleswiger Platt) – un dialecte du schleswigois (de).

## Place du bas saxon

### Registre de langue
Le bas saxon passe pour une langue plutôt familière et rustique. Dieter Stellmacher cite l'exemple d’un député de Brême au Bundestag qui, bien qu'il ne parle pas couramment le bas allemand, glisse volontiers des phrases et tournures en dialecte dans ses discours, pour créer une connivence avec ses électeurs et interlocuteurs.
Dans les parlements régionaux du Nord de l’Allemagne, on emploie fréquemment le bas saxon dès qu'on aborde des thèmes connexes à la question linguistique. D'une certaine façon, le dialecte est confiné aux débats de second ordre.
Même les lecteurs et le public des théâtres réservés au répertoire en bas saxon recherchent des spectacles légers, quoique la littérature aborde souvent des thèmes graves. Lorsque les œuvres (livres ou spectacles) cessent d'être (même superficiellement) humoristiques, et se présentent comme « sérieuses », elles sont délaissées. Cela vient sans doute de ce que le bas allemand a été trop longtemps confiné aux questions d'ordre privé, et au monde des « petites gens. »

### Traductions pour LINUX
Certains logiciels ont été traduits en plattdeutsch depuis l'an 2000, mais ces traductions se limitent au dialecte Nordniedersächsisch. On peut depuis 2009 télécharger des paquets en bas saxon pour l'environnement de bureau KDE des systèmes Unix, et pour le système d'exploitation Linux et ses dérivés. La traduction de l'environnement de bureau Gnome de Linux en bas allemand a démarré en août 2009, et il ne reste plus que la traduction des dialogues-système des systèmes d'exploitation Ubuntu et Fedora à terminer. D'ores et déjà, Ubuntu Linux en version GNOME est supporté en plattdeutsch,.

## Grammaire
Le bas saxon n'est pas une langue strictement codifiée, mais une langue régionale comprenant des dialectes parfois très différents par certains aspects. Il est donc difficile de donner une description complète de sa grammaire. La présentation qui suit s'inspire de l’« Abrégé de grammaire » de Wolfgang Lindow, et privilégie plutôt le dialecte schleswigois. Concernant la prononciation, il faut remarquer que le « G » que l'on trouve à la fin de certains mots (notamment les adjectifs), se prononce désormais « -ch », comme le font les locuteurs d'Allemagne du Nord lorsqu'ils s'expriment en allemand standard. Ce vestige de la langue, était autrefois l'ultime trace du processus de durcissement des finales (ɣ → x).

### Genre des noms
Les noms ont (comme en allemand standard) trois genres : masculin (m.), féminin (f.) et neutre (n.):
- de Mann (« l’homme », all. « der Mann »), accusatif : den Mann
- de Fro (« la femme », all. « die Frau »), accusatif : de Fro
- dat Kind (« l’enfant », all. « das Kind »), accusatif : dat Kind

Mais le genre de certains noms peut dépendre du contexte, et il ne coïncide pas complètement avec celui du même mot en allemand standard :
- de/dat Band (« le fil », all. Bindfaden) : m. ou n.
- de Distel (« le chardon », all. Distel) : m. ou f.
- de/dat Schiet (« la tache », all. , Schmutz) : m., f. ou n.
- dat Lief (« le corps », all. Körper (Leib)) : n.
- dat Been (« l’os », all. das (Ge-)Bein; angl. bone) : n.
- de Been (« la jambe », all. das Bein; angl. leg) : m.

Les déclinaisons sont aujourd'hui simplifiées par rapport à celles de l’allemand standard ; cependant on voit, dans les textes écrits en moyen bas allemand (entre le Moyen Âge et l'époque moderne) des exemples de désinences propres aux différents cas, à certaines prépositions ainsi qu'une déclinaison faible comme dans la grammaire allemande,.

### Datif et accusatif
Le datif (cas du complément d'attribution) prend les mêmes désinences que l’accusatif (complément d’objet direct). On ne peut pour autant parler d'une disparition complète du datif en bas saxon, car dans presque tous les dialectes saxons, le datif se signale par un article défini élidé en  ’n.
Ainsi, pour le datif comme pour l'accusatif dans la langue écrite, l'article défini est den pour les substantifs masculins (et neutres, s.u.) , et il est invariable pour les substantifs féminins. Contrairement à l'allemand standard, l'article au datif den se prononce avec une voyelle courte en moyen bas allemand et c'est pourquoi on l'écrit parfois dän ou denn. Au contraire, le datif se reconnaît clairement sous forme contractée lorsqu'il suit une préposition, avec la désinence caractéristique « -m » d'une ancienne forme « deme » (ou, pour les noms de choses, « den »). En effet la forme au datif de l'article défini, « den », a résisté à une loi d’apophonie du moyen bas allemand. Avec le temps, cela s'est traduit par une élision (apocope) et la désinence « -es » a cessé de se prononcer. Les mots dont le datif prenait une désinence en « -me » furent désormais déclinés avec la désinence « -n » (sans « e » intermédiaire).
On peut aussi reconnaître le datif et l’accusatif à la forme de l'article défini à la prononciation. Comme en allemand et en néerlandais, les consonnes -d (par ex. Fried), -b (par ex. Urlaub) et -v en finale d'un mot se prononcent en effet d'habitude T, P et F ; mais le bas saxon conserve la trace de la désinence « -e » du datif disparue, en dérogeant à ce durcissement des finales, que l'on marque à l'écrit en remplaçant ce « -e » fantôme par une apostrophe.
| Bas saxon                       | Allemand moderne                                | Observation                                 |
| ------------------------------- | ----------------------------------------------- | ------------------------------------------- |
| dat Lief                        | der Körper                                      | prononcer [li:f]                            |
| in’n Liev*                      | im Körper                                       | prononcer [li:v]                            |
| Dat höört to’n Peerd.*          | Das gehört zum Pferd(e).                        | Amenuisement de la finale au datif.         |
| Dat höört to't Peerd.           | Das gehört dem Pferd(e) - (« zum Pferde »)      | Durcissement de la finale avec l'accusatif. |
| Dat höört to enen Peerd.*       | Das gehört zu einem Pferd(e).                   |                                             |
| Ik/Ick kööp en Peerd.           | Ich kaufe ein Pferd.                            |                                             |
| Ik/Ick gah to'r Fro.**          | Ich gehe zur Frau.                              | cf. infra                                   |
| Ik/Ick gah to de Fro / to'e Fro | Ich gehe zu der Frau.                           |                                             |
| de Wulf – de Wülv               | der Wolf – die Wölfe                            | Nominatif, pluriel                          |
| den Wulf / den Wulv – de Wülv   | den Wolf / dem Wolf(e) – die Wölfe / den Wölfen | Accusatif/datif, pluriel                    |

(*) Ces amenuisements de finales deviennent de plus en plus rares dans la plupart des dialectes bas saxon, on verra ainsi beaucoup plus souvent aujourd'hui in't Lief que in'n Liev, ik gah to't Peerd que ik gah to'n Peerd.
(**) La forme to'r présentée ici devient de plus en plus rare en bas saxon, à un tel point qu'on peut même se demander si elle ne doit pas être dès maintenant considérée comme obsolète. La forme courante pour ik gah to'r Fro est désormais ik gah to de Fro, souvent raccourci en ik gah to'e Fro.
Dans ce cas, on ignore si les contractions en -r et -m viennent du vieux saxon et du moyen bas allemand, ou d’une influence du moyen haut allemand. Il y avait déjà en vieux saxon une confusion entre les désinences de l’accusatif et du datif, sans que cela constitue une exception. Cette tendance se poursuivit au moyen bas allemand. On observe en outre une permutation des désinences en -n et -m, qui creusa le fossé entre la standardisation croissante de la langue écrite et les patois locaux, et se traduisirent par des différences orthographiques, inaudibles dans la prononciation, mais conscientes chez les locuteurs. L'absence de la forme datif « der » de l'article défini féminin, que Ritter signale sous la forme « de(re) » dans sa Grammatik de 1832, remonterait au vieux haut allemand. Quelle que soit l'origine de cette forme déclinée, elle a eu cours depuis au moins le XIVe siècle dans la littérature saxonne. Lorsque ces contractions sonnent de façon trop étrange, elles sont remplacées par la forme élidée de l’article (Ik gah to'n Mann/to Fro.), ou par une périphrase.
Le « e muet » du datif est à coup sûr une désinence originale en bas allemand. Même si les mots précédés de l'article défini de (ou dat) prennent la désinence contracte ’n. L’accusatif se distingue lui aussi par l'élision de la désinence -em (à l'origine celle du datif) en ’n.
- Slaten heff ik em nich. – Je ne l'ai pas refermé.
- Ik will’n sluten. – Je veux le refermer.

### Le génitif saxon
Comme en allemand et en vieil-anglais, le génitif se construit avec l'article défini des (aux genres masculin et neutre) en ajoutant la désinence -(e)s à la fin du nom, mais la décadence du bas saxon depuis la Renaissance a entraîné la quasi-disparition de cette règle : elle ne subsiste plus que dans certaines constructions, surtout celles marquant un jour ou un moment de la journée ; mais dans le registre écrit, et surtout dans les textes juridiques (par ex. le droit du Jutland, jüütsches Recht en bas saxon), elle est toujours bien vivante. On peut comparer cette quasi-disparition du génitif au même phénomène en néerlandais où le génitif postposé ou circonstanciel de temps (génitif teuton) ne s'emploie plus que dans la langue juridique (par ex. le royaume des Pays-Bas, Koninkrijk der Nederlanden et non Koninkrijk van de Nederlanden) et dans certaines expressions figées.
- Tüüchs maken – « faire des siennes » ; de « Tüüch / Tüüg » = allemand Zeug
- Eens Daags – Eines Tages (« Un jour, ... », néerl. op een dag)
- ’s Morgens – des Morgens (« le matin » c. de temps, néerl. ‌'s morgens)
- ’s Nachts – des Nachts (« de nuit » c. de temps, néerl. ‌'s nachts)

Aujourd’hui, le génitif est plutôt remplacé par une construction périphrastique avec « de » (vun) (comme en français, en anglais … et en néerlandais ou en haut-allemand hochdeutsch) :
- au lieu de De Fischers Fro (litt. « du pêcheur la femme... ») ou de Den Fischer sien Fro (litt. « le pêcheur sa femme... »), on trouve plutôt De Fro vun den Fischer (litt. « la femme du pêcheur »); il est cependant à noter que le génitif antéposé en -s reste très utilisé avec les noms se rapportant au cercle familial ou avec les prénoms, par ex. Peters Hund - « le chien de Peter » ou Mien Vaders Huus – « la maison de mon père »[31], usage très proche de celui en anglais (Peter's dog et my father's house) ou en néerlandais (Peters hond — mijn vaders huis mais aussi dans le registre officiel Rijksmarechaussee « Gendarmerie nationale »), appelé justement « génitif saxon ». En néerlandais dans le registre familier on entend aussi de visser z'n vrouw — Pieter z'n hond — mijn vader z'n huis — mijn zuster 'r man, littéralement « le pêcheur sa femme — Pierre son chien — mon père sa maison — ma sœur son mari » etc., avec z'n pour zijn ou ‌'r pour haar adjectif possessif, et sans marque du génitif.

### Expression approximative des quantités
Une construction propre au bas saxon est l'indication d'une « quantité approximative », voisine du paucal, qui se caractérise par l'emploi de l'article singulier et une désinence en -ere/-erne, l'article portant sur le nombre qui suit, et qui de cette façon prend fonction de nom (substantif) :
- en Johrer’ Söss – « dans les six ans » (dat Johr, das Jahr)
- en Mannere Fief – « environ cinq hommes » (de Mann)
- en Litere Teihn – « à peu près dix litres »
- en Dalerne Acht – « à peu près huit thalers (de Daler)

### Pluriel des noms
Le pluriel des noms prend, comme en allemand moderne, différentes formes :
| Modèle                                | Singulier | Pluriel                     | Allemand               |
| ------------------------------------- | --------- | --------------------------- | ---------------------- |
| Apophonie de la voyelle du radical    | dat Huus  | de Hüüs                     | das Haus, die Häuser   |
| Allongement de la voyelle du radical* | de Dag    | de Daag                     | der Tag, die Tage      |
| Pluriel en -en                        | de Disch  | de Dischen                  | der Tisch, die Tische  |
| Pluriel en -er                        | dat Kleed | de Kleder                   | das Kleid, die Kleider |
| Pluriel en -er avec inflexion         | dat Book  | de Böker                    | das Buch, die Bücher   |
| Pluriel en -s                         | de Arm    | de Arms                     | der Arm, die Arme      |
| Pluriel en -e(n)                      | dat Sarg  | de Sarge(n)                 | der Sarg, die Särge    |
| Pluriel irrégulier                    | de Mann   | de Mannslüüd (anc. de Männ) | die Männer             |

(*) Vestige d'une ancienne diphtongue

### Adjectif
Les adjectifs, articles et pronoms qui se rapportent à un substantif, s'accordent avec le genre du substantif, règle dite « de congruence ».

La déclinaison des adjectifs n'est pas uniforme dans les régions du Nord de l'Allemagne. On y rencontre des formes variées, même à l'intérieur d'un même terroir. L'adjectif peut même se trouver employé aux trois genres sous une forme invariable (de lütt Mann, de lütt Fro, dat lütt Kind). Remarquez que l'article indéfini en est invariable, il en va de même pour keen (aucun), ainsi que pour quelques adjectifs qui le plus souvent ne prennent pas de désinence (all, anner, jeed, veel, beid). L'usage des déclinaisons peut s'apprendre par les exemples suivants :
| Genre    |          | Nominatif (cas sujet) | Accusatif (COD)   |
| -------- | -------- | --------------------- | ----------------- |
| Masculin | défini   | de starke Mann        | den starken Mann  |
|          | indéfini | en starke(n) Mann     | en starke(n) Mann |
| Féminin  | défini   | de smucke Deern       | de smucke Deern   |
|          | indéfini | en smucke Deern       | en smucke Deern   |
| Neutre   | défini   | dat wiede Land        | dat wiede Land    |
|          | indéfini | en wiedet Land        | en wiedet Land    |

Les comparatifs et superlatifs se formes avec les désinences -er et -st(e). Le superlatif était traditionnellement précédé de op’t (« op’t Beste », « le meilleur »), mais aujourd'hui il est plutôt précédé de an’n (« an’n Beste(n) », « le meilleur ») plus proche de l'allemand standard (am besten), ou encore précédé de l'article de/dat sans préposition (« de/dat Beste »).

### Les pronoms
Les pronoms, comme les adjectifs, ne comportent en règle générale que deux formes fléchies : celles du cas sujet (nominatif) et celle du cas régime (accusatif).
- Les pronom personnels (en allemand : ich, du, er, sie, es, etc.) prennent des formes fléchies très variables, parfois empreintes d'influence de hochdeutsch.
- La première personne du singulier ick (aussi orthographiée ik) est typique du bas saxon et remonte au pronom ic ou ik du vieux saxon.
- La deuxième personne du singulier, du, remonte à thu en vieux saxon et est similaire au hochdeutsch du. La troisième personne du singulier présente au masculin la forme originale he, forme foncièrement différente de celle de l'allemand standard (er) qui remonte au vieux saxon he ou hi et s'apparente étroitement au néerlandais hij et à l'anglais he.
- La première personne du pluriel présente une forme wi, parfois we, qui remonte au vieux saxon uui ou uue (wi / we) et s'apparente au néerlandais wij et we, à l'anglais we, ainsi qu'au hochdeutsch wir (qui garde cependant la finale -r du nominatif du proto-germanique).
- Le pronom de la 2e pers. pl. est le plus souvent ji (parfois amuï en je), qui remonte à gi / ge en vieux saxon et s'apparente au néerlandais jij / je, à l'anglais ye / you. On trouve sporadiquement les pronom jit (cas sujet) et ink (cas régime)[32] employés dans certaines régions du sud de la Westphalie, ces dernières formes remontant à une forme archaïque de duel en vieux saxon git (« vous deux ») et « ink » (« tous les deux »)[33].

| nombre    | Personne | Genre    | Nominatif     | cas régime                    | cas régime (Frise-Orientale) | cas régime (Ostphalie) |
| --------- | -------- | -------- | ------------- | ----------------------------- | ---------------------------- | ---------------------- |
| Singulier | 1.       |          | ick / ik      | mi                            | mi                           | mick / mik             |
| Singulier | 2.       |          | du            | di                            | di                           | dick / dik             |
| Singulier | 3.       | Masculin | he            | em (réflexif sick / sik)      | hum                          | öne / öhne             |
| Singulier | 3.       | Féminin  | se            | ehr (réflexif sick / sik)     | höhr / höör                  | se(i)                  |
| Singulier | 3.       | Neutre   | dat (anc. et) | dat (réflexif sick / sik)     |                              | et                     |
| Pluriel   | 1.       |          | wi            | us / uns                      | uns                          | üsch                   |
| Pluriel   | 2.       |          | ji *          | jo **                         | jo                           | jehre                  |
| Pluriel   | 3.       |          | se            | jüm *** (réflexif sick / sik) | höhr / höör                  | sick / sik             |

(*) on trouve aussi (j)it en Westphalie méridionale.
(**) la forme ju est également très répandue, on trouve parfois juuch,, juug,, formes influencées par le haut allemand euch, ou encore ji ou ink en Westphalie méridionale
(***) on trouve aussi très fréquemment jem pour jüm. Certains dialectes utilisent se pour l'accusatif à la place de jüm, ou encore ehr à la place de jüm au datif.
- Comme en allemand standard, la forme des pronoms possessifs (mein, dein, sein, ihr, etc.) devrait dépendre du nombre (singulier ou pluriel) de ce qui est possédé. La désinence du cas régime, dans le cas d'un possesseur unique, serait normalement « -en » quand ce qui est possédé est au masculin, et il n'y en aurait pas au féminin ni au neutre. Cela dit, il est désormais courant en bas saxon d'utiliser les possessifs sans désinence dans la plupart des dialectes.

| Nombre    | Personne | Genre    | Cas sujet (un seul possesseur) | Cas régime (un seul possesseur) | Cas sujet (plusieurs possesseurs) | Cas régime (plusieurs possesseurs) |
| --------- | -------- | -------- | ------------------------------ | ------------------------------- | --------------------------------- | ---------------------------------- |
| Singulier | 1.       |          | mien                           | mien(en)                        | mien                              | mien                               |
| Singulier | 2.       |          | dien                           | dien(en)                        | dien                              | dien                               |
| Singulier | 3.       | Masculin | sien                           | sien(en)                        | sien                              | sien                               |
| Singulier | 3.       | Féminin  | ehr                            | ehr(en)                         | ehr                               | ehr                                |
| Pluriel   | 1.       |          | us                             | us(en)                          | us                                | us                                 |
| Pluriel   | 2.       |          | joon                           | joon                            | joon                              | joon                               |
| Pluriel   | 3.       |          | ehr                            | ehr(en)                         | ehr                               | ehr                                |

- Au nominatif singulier, les pronoms démonstratifs (dieser, diese, dieses etc.) sont pratiquement identiques aux deux genres (masculin et féminin), et il n'y a qu'une forme au pluriel :

| Nombre    | Genre    | Cas sujet  | Cas régime       |
| --------- | -------- | ---------- | ---------------- |
| Singulier | Masculin | de / düsse | de(n) / düsse(n) |
| Singulier | Féminin  | de / düsse | de / düsse       |
| Singulier | Neutre   | dat / düt  | dat / düt        |
| Pluriel   |          | de / düsse | de / düsse       |

### Numéraux et ordinaux
| N° | bas saxon  | vieux saxon | néerlandais | anglais   | Hochdeutsch |
| -- | ---------- | ----------- | ----------- | --------- | ----------- |
| 1  | een        | en          | één         | one       | ein         |
| 2  | twee       | twe         | twee        | two       | zwei        |
| 3  | dree       | thriu       | drie        | three     | drei        |
| 4  | veer       | fiuwar      | vier        | four      | vier        |
| 5  | fief       | fif         | vijf        | five      | fünf        |
| 6  | söss       | sehs        | zes         | six       | sechs       |
| 7  | söven      | siƀun       | zeven       | seven     | sieben      |
| 8  | acht       | ahto        | acht        | eight     | acht        |
| 9  | negen      | nigun       | negen       | nine      | neun        |
| 10 | teihn      | tein        | tien        | ten       | zehn        |
| 11 | ölven      | elƀan       | elf         | eleven    | elf         |
| 12 | twölf      | twalif      | twaalf      | twelve    | zwölf       |
| 13 | dörteihn   | thritein    | dertien     | thirteen  | dreizehn    |
| 14 | veerteihn  | fiortein    | veertien    | fourteen  | vierzehn    |
| 15 | föffteihn  | fiftein     | vijftien    | fifteen   | fünfzehn    |
| 16 | sössteihn  | sehstein    | zestien     | sixteen   | sechszehn   |
| 17 | söventeihn | siƀuntein   | zeventien   | seventeen | siebzehn    |

| N°     | bas saxon             | vieux saxon | néerlandais | anglais    | Hochdeutsch |
| ------ | --------------------- | ----------- | ----------- | ---------- | ----------- |
| 18     | achteihn              | ahtotein    | achttien    | eighteen   | achtzehn    |
| 19     | negenteihn            | niguntehan  | negentien   | nineteen   | neunzehn    |
| 20     | twintig               | twentig     | twintig     | twenty     | zwanzig     |
| 30     | dörtig                | thertig     | dertig      | thirty     | dreißig     |
| 40     | veertig               | fiortig     | veertig     | fourty     | vierzig     |
| 50     | föfftig / fieftig     | fiftig      | vijftig     | fifty      | fünfzig     |
| 60     | sösstig               | sehstig     | zestig      | sixty      | sechszig    |
| 70     | söventig              | siƀuntig    | zeventig    | seventy    | siebzig     |
| 80     | tachentig / achtig    | antahtotig  | tachtig     | eighty     | achtzig     |
| 90     | negentig              | niguntig    | negentig    | ninety     | neunzig     |
| 100    | hunnert               | hunderod    | honderd     | hundred    | hundert     |
| 1000   | dusend                | thusend     | duizend     | thousand   | tausend     |
| le 1er | de eerste             |             | de eerste   | the first  | der erster  |
| le 2e  | de tweete             |             | de tweede   | the second | der zweiter |
| le 3e  | de drütte / de dörde  |             | de derde    | the third  | der dritter |
| le 4e  | de veerte             |             | de vierde   | the fourth | der vierter |
| le 5e  | de föffte / de fiefte |             | de vijfde   | the fifth  | der fünfter |

### La conjugaison des verbes

#### Principes
Le verbe en bas-saxon ne se conjugue qu’à deux temps : le présent et le prétérit, et selon seulement deux modes : l’indicatif et l’impératif.
Tous les dialectes saxons ont une désinence au pluriel : à savoir -t à l'ouest de la vallée de l’Elbe, et -en à l'est.
Il n'existe qu'une forme participe : le participe passé, qui correspond au « participe II » de l'allemand. Au lieu du « participe I » (qui joue le rôle du participe présent du français) on emploie en bas saxon une forme progressive, de même qu'en néerlandais et dans la langue (allemande !) parlée (Rheinische Verlaufsform) :
- Bas-saxon : Ik bün an’t Maken.
- Néerlandais : Ik ben aan het maken.
- Allemand courant : Ich bin am Machen.
- Allemand standard : Ich mache.
- Allemand avec tournure au participe présent : Ich bin machend.
- Anglais : I’m making.

#### L'expression du passé
Le parfait et le plus-que-parfait se construisent (comme en allemand) avec l'auxiliaire avoir (hebben) suivi du participe passé.
Le préfixe ge-, caractéristique du participe passé et des participes qui se construisent sur sa racine, s'est d'abord fixé, comme en moyen haut-allemand, dans la langue écrite (c'est-à-dire le moyen bas allemand), sans complètement s’imposer dans l'espace nord-saxon ni les marches de l’Est (schleswigois (de). Il se réduit à « e- » en ostphalien.
- Bas saxon köfft, ostphalien eköfft (comparez au danois købt, au néerlandais gekocht, à l'allemand gekauft)
- Bas saxon slapen, ostphalien eslapen (comparez à l'anglais slept, au néerlandais geslapen, à l'allemand geschlafen).

L'origine de ces différences reste obscure. La forme du participe en vieux-saxon n'est pas établie de façon certaine : par exemple dans le Heliand, la formule du « Notre Père » est transcrite : geuuîhid sî thîn namo uuordo gehuuilico, mais en bas saxon elle s'écrit : hilligt warrn schall dien Naam. Les comparaisons avec les langues anglo-frisonnes réputées proches, donnent à penser que le participe a dû comporter un préfixe. Les sources écrites de l’époque carolingienne présentent ces deux formes, mais dans la mesure où elles n’ont été retranscrites que par des clercs francs, on ne peut totalement s'y fier. Les sources des XIVe et XVe siècles en moyen bas allemand présentent elles aussi les deux formes.
La répartition géographique de ces deux formes livre quelques indications sur la possible genèse de ce phénomène : la forme grammaticale du participe sans préfixe (hilligt) est typique de la basse vallée de l'Ems (région côtière), des côtes de Frise orientale, des agglomérations de Hambourg-Brême jusqu'à la Poméranie en passant par le Schleswig-Holstein et le Mecklembourg. Au contraire, dans l'aire linguistique de l'ostphalien, de même qu'au Moyen Âge en terre teutonique (c'est-à-dire en Poméranie et en Prusse orientale), le participe se construit avec le préfixe e- (resp. ge-). Tout cela suggère une influence étrangère, liée aux échanges maritimes et aux multiples relations commerciales avec l'Angleterre et la Scandinavie à l'époque de la Hanse.
Mais les régions où le participe prend la forme scandinave ont été souvent sous occupation scandinave entre la Renaissance et le XVIIIe siècle. Ainsi la guerre de Trente Ans eut-elle pour conséquence l’occupation suédoise des principautés de Hambourg et Brême (par ex. Stade) et en Poméranie. Quant aux duchés de Schleswig et de Holstein, ils étaient gouvernés par les rois danois et l'administration était constituée de notables danois. Ces seules circonstances suffiraient à justifier la présence de la forme participe courte, sans rechercher des tendances inhérentes au vieux saxon.
Il faut remarquer d'une manière générale dans les régions du nord une prévenance contre le préfixe du participe en ge-. Ainsi les sources anciennes appellent les généalogies Slechtbook (au lieu de l'allemand Geschlechterbuch). De même, à l'infinitif allemand gehören correspond l'infinitif saxon hören (ou plus précisément tohören) : He höört vun de Geest to (« Il est [originaire] du geest »).

#### Le futur
Le futur se construit tantôt avec l’auxiliaire schölen (apparenté, mais non synonyme, au verbe allemand sollen), usage conforme au néerlandais, au suédois et à l’anglais ; tantôt avec l'auxiliaire wüllen (apparenté à l'allemand wollen, à l'anglais will et au néerlandais willen), usage très répandu qui s'utilise quand on veut accentuer l'intention de réaliser une action et non sa fatalité (usage similaire en anglais) ; et tantôt avec l’auxiliaire warrn (= « werden », « devenir », comme en allemand). Ainsi, on trouvera :
- « Dat schall morgen regen », dont le sens peut être : « Il pleuvra demain » ou « Il devrait pleuvoir demain ».
- « Ik will morgen na School gahn », dont le sens : « J'irai à l'école demain » ou « J'ai l'intention d'aller à l'école demain ». En fait, le bas saxon (comme l'allemand parlé) préfère utiliser le présent simple pour exprimer le futur, et l'on dit plutôt « Ik gah morgen na School hen/to » (« J'irai à l'école demain ») ;
- Ik warr morgen to School gahn. Cet usage est plus restreint, principalement entendu à l'ouest de l'aire linguistique bas saxonne.

Les trois formes sont également correctes, avec cependant une préférence à utiliser les deux premières, plus naturelles, qui expriment deux types de futurs. L'auxiliaire schölen rend le caractère fatal, inévitable, de l'action future (comme le fait que la pluie tombe demain), alors que wüllen rend l'intention, la planification d'une action ou la prise de décision (usage similaire en anglais : I will go to school tomorrow = Ik will morgen na School gahn).

### Syntaxe
La construction des phrases en bas saxon ressemble aujourd'hui beaucoup à celle de l’allemand standard, ne serait-ce que par la pression linguistique exercée sur les parlers du nord. Il subsiste cependant quelques particularismes.
Par exemple, des phrases comme : « Ik mag dat nich, gahn rut bi Regen » (« Je n'aime pas sortir sous la pluie » ; allemand : « Ich mag es nicht, bei Regen hinauszugehen » – ) sont tout à fait correctes, car les mots commandent parfois d'autres formes complément qu’en allemand : ainsi dans le cas présent, le verbe mögen, qu'on emploie à l'infinitif sans la préposition (to).

### Sémantique: influences sur l'allemand standard
Le bas saxon joue pour l'allemand standard le rôle d'une langue-substrat. En Allemagne du Nord, on emploie d'innombrables concepts empruntés au bas allemand dans l'expression quotidienne, et certains sont même passés dans l'allemand standard.
- C'est particulièrement le cas pour tout ce qui relève des termes de marine, ce qui rappelle le poids de la Ligue hanséatique dans l'histoire de la langue allemande : Achterdeck ( « étambot » ; du préfixe saxon achter, « arrière »), Bug (« proue »), Heck (« poupe »), Kiel (« quille »), Lotse (« pilote »), Planke (« lisses »), Rah(e) (« vergues »), Reling (« garde-corps »), Steven (« étrave »), ein-, ausscheren (« haler au guindeau / donner du guindeau »), schlingern (« virer de bord »), wriggen (« marcher à la godille »)
- Sont également passés dans l'allemand moderne les mots bas saxons Bernstein (« ambre »), Fliese (carrelage), Laken (drap), Lappen (chiffon), Mettwurst (Saucisse de Francfort ; le saxon Mett désigne un hachis de viande de porc), Möwe (mouette), Spuk (fantôme, apparition), Ufer (terre ferme ; le terme allemand original est Gestade), Hafen (appontement ; le terme allemand original est Lände), Ware (marchandise ; le terme allemand original est Kaufmannsgut), knabbern (grignoter), kneifen (pincer ; la forme moderne est kniepen), schmuggeln (passer en contrebande), verrotten (pourrir), wringen (tordre ; au lieu de l'allemand ringen), binnen (« en », « à l'intérieur de » ; utilisé dans les locutions allemandes binnen … Minuten, « en [tant] de minutes » ; Binnenschifffahrt pour « navigation intérieure »), echt (vrai, authentique ; ce mot saxon signifiait d'abord « régulier », « légal », « de bon aloi »), sacht (doux, agréable)
- Les termes suivants sont surtout usités en Allemagne du Nord : Dustern (obscurité), Puschen (mules), Schmacht (être à court de cigarettes <*smacht, bas saxon pour « faim »), schnacken (causer), dröge (sec), Trecker (tracteur), luschern (jeter un coup d’œil), sutsche (joyeux, décontracté), Feudel (serpillière, d'où le verbe allemand feudeln), duun (saoul).
- Enfin on emploie aussi couramment : hapern (manquer), schlabbern (boire bruyamment), pinkeln, pissen (pisser), schrubben (frotter bruyamment), klamm (froid et mouillé)

## Histoire

### Le vieux saxon (700-1225)

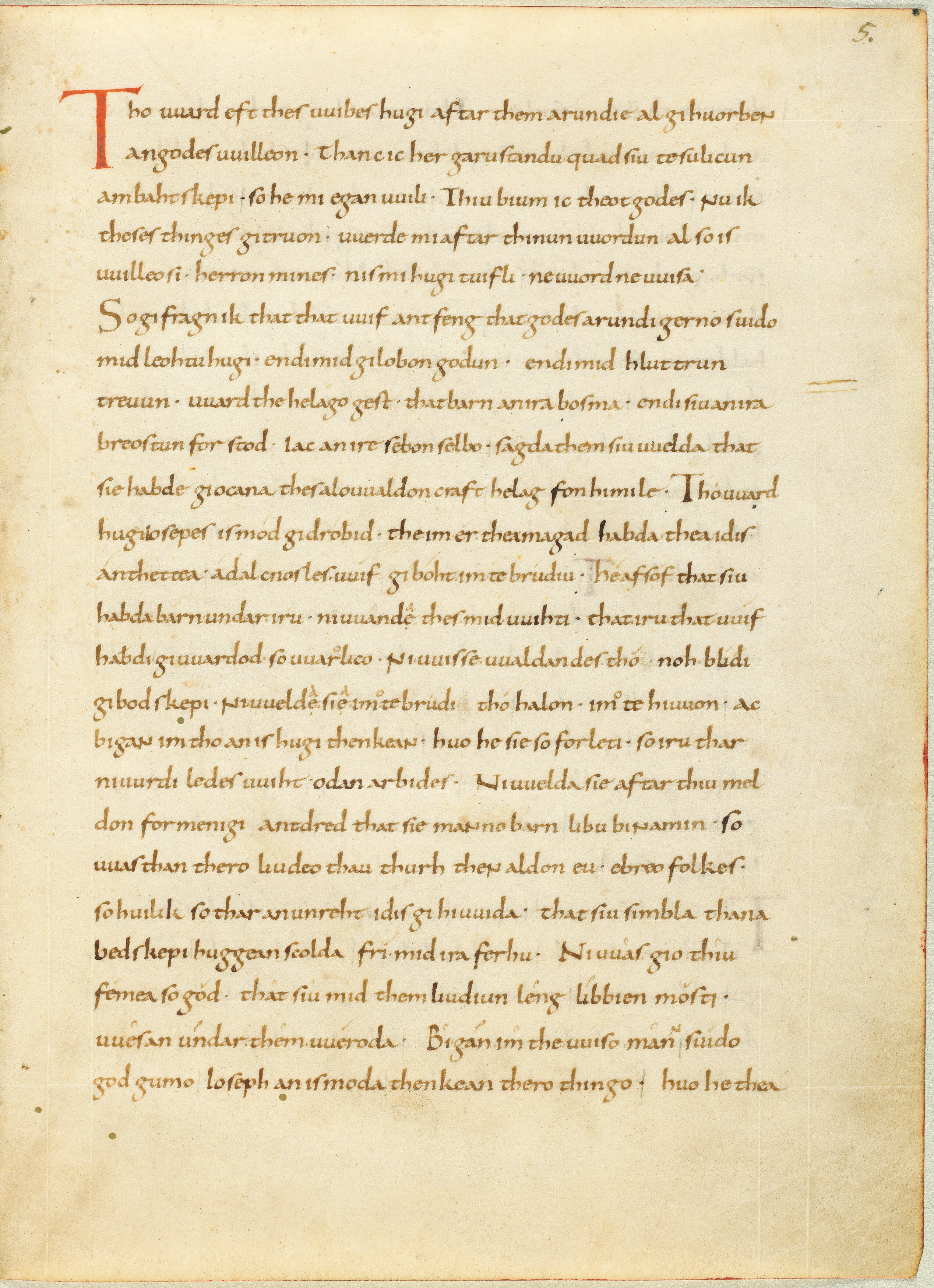
Manuscrit de l'Heliand, récit de la vie de Jésus rédigé entièrement en vieux saxon.

C'est au cours des Grandes invasions que les Saxons se sont répandus à travers l'Europe occidentale : Basse-Saxe, Grande-Bretagne, et Pays-Bas, amenant avec eux leur langue. Bède le Vénérable dénomme « Vieux-Saxons » les tribus saxonnes demeurées sur le continent – d'où le nom de « vieux-saxon » pour désigner la forme ultime de leur parler. Le vieux-saxon a été parlé sur des régions s'étendant des Börde de Magdebourg à la Westphalie et l'est des Pays-Bas, passant par le Holstein (sauf l'est), le Stormarn, la plaine de Basse-Saxe, le massif du Hartz. La région de marche du Wendland (« Wendes » est le nom que les Saxons donnaient aux païens slaves) fut pendant des siècles une aire de multilinguisme.
Du vieux saxon, l'Heliand et le Genèsis B sont quasiment les deux seuls textes qui nous sont parvenus. L’existence d'une traduction en vieil anglais du Genèsis B, le Manuscrit Junius, laisse à penser que le texte vieux saxon était en réalité beaucoup plus long que les quelques fragments découverts en 1894 au Vatican. L'Heliand, en revanche, nous est parvenu quasiment intacte. Cette œuvre magistrale fut probablement rédigée vers 830 et longue de 5983 vers, raconte la vie de Jésus dans une forme plus proche des grands épopées germaniques tels Beowulf ou le Hildebrandslied que d'un récit biblique.
Outre l'Heliand et le Genèsis, quelques fragments de formules de baptême ou de traductions à partir du latin ont survécu jusqu'à nos jours, cependant, il faut garder à l'esprit qu'outre l'Heliand et le Genèsis, la plupart des fragments de bas saxon dont nous disposons ont souvent été écrits par des scribes francs ou bavarii qui possédaient sans doute une connaissance imparfaite de la langue; ces sources apparaissent ainsi souvent plus teintées de haut allemand ou de francique.
Les dialectes anglo-saxons et le vieil-anglais présentent de fortes analogies avec le vieux-saxon, car la population germanique de Grande-Bretagne habitait à l'origine l'actuelle Allemagne du Nord. Ce n'est qu'à la suite de la colonisation par les Vikings danois et norvégiens, qui apporta dans leur langue des éléments vieux-norrois, puis de la conquête normande, enfin par la simplification de la grammaire du vieil-anglais au cours du Moyen Âge que cette parenté s'est atténuée, même si elle demeure bien perceptible. Ainsi on peut dire que l'anglais n'a jamais perdu son caractère foncièrement ouest-germanique.

### Le moyen bas allemand (1225-1600)
Avec la colonisation germanique de l'Europe orientale, le vieux saxon se répandit vers l'est jusque vers 1225, date conventionnelle de la formation du moyen bas allemand. Il se fractionna en de nouveaux dialectes : mecklembourgeois-poméranien, moyen-poméranien, poméranien oriental, 
brandebourgeois, bas-prussien (à ne pas confondre avec le vieux-prussien, qui est une langue balte, donc entièrement différente) et le moyen bas allemand dans les villes et les forteresses des Pays baltes et en Scandinavie.
Le moyen bas allemand gagna de nouveaux territoires, comme le Schleswig, où il relégua l'usage du danois et du frison septentrional aux franges nord, et en Frise orientale, où il marginalisa l'usage du frison oriental. Tous ces dialectes bas allemands, qui ont formé la langue écrite des colons de l'État teutonique, présentent chacun des particularités grammaticales et lexicales. Ainsi le pluriel de majesté du dialecte d'origine (le vieux-saxon) en -(e)t s'est conservé, c'est-à-dire qu'au lieu de la conjugaison wir mach-en, ihr mach-t, sie mach-en, on trouve en Basse-Saxe : wi maak-t, ji maak-t, se maak-t. En Poméranie, au Schleswig et en Frise Orientale, la désinence est par contre -en, donc : wi mak-en, ji mak-en, se mak-en.

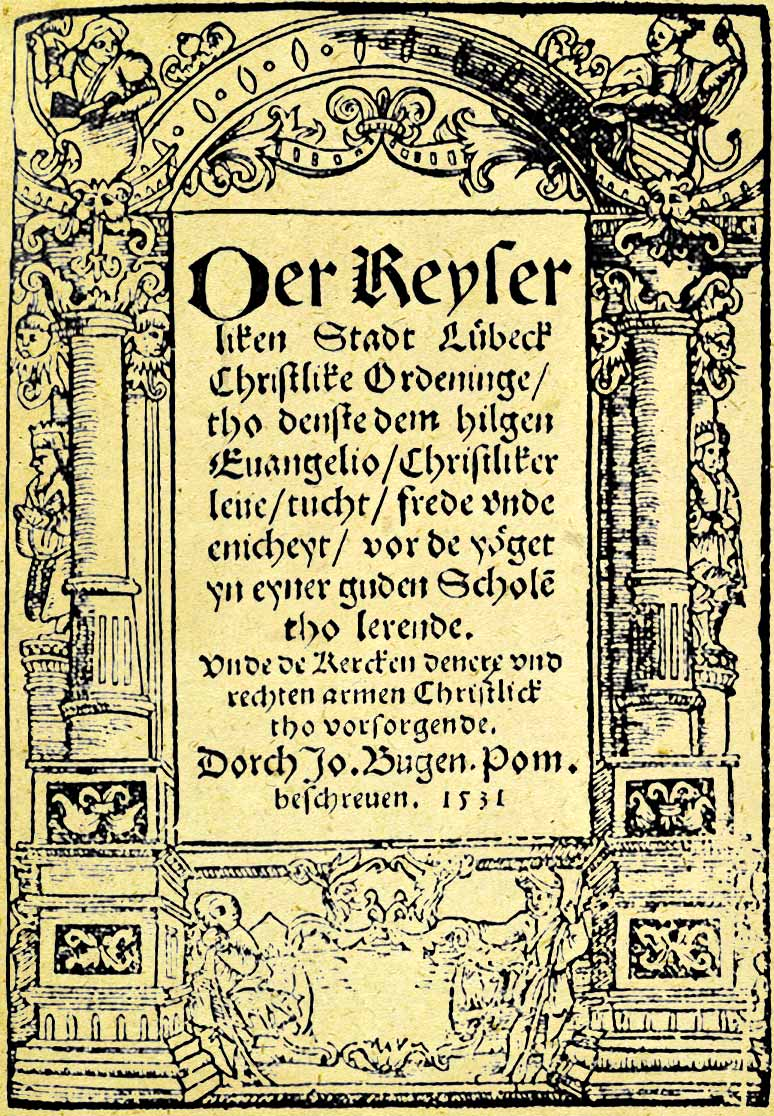
Frontispice de la « Confession de Lübeck » (Der Keyserliken Stadt Lübeck Christlike Ordeninge, 1531).

Le moyen bas allemand fut longtemps une langue de culture, et de surcroît une langue écrite. Elle côtoyait fréquemment le latin dans les proclamations, donations, capitulations et textes de loi (un exemple remarquable est le Miroir des Saxons). Les textes religieux occupent une place à part : il y eut ainsi dès la fin du XVe siècle quelques traductions en langue vernaculaire (la bible de Cologne en 1479, la bible de Lübeck en 1494).
Pourtant l'importance du bas allemand en tant que langue écrite commence à diminuer au XVIe siècle. Au cours de la Réforme, le nombre d'ouvrages imprimés en bas allemand, il est vrai, décolle : ainsi la « Confession de Lübeck », attribuée à Johannes Bugenhagen, est-elle composée dans cette langue. On doit aussi à Bugenhagen une version en bas saxon de la Bible de Luther. Mais cela montre deux choses : d'une part la domination du bas allemand comme langue véhiculaire dans tout le Nord de l'Allemagne et les comptoirs de la Hanse, qui rendait indispensable une édition spécifique de la Bible ; mais aussi la subordination de cette langue à l'allemand des chancelleries, préféré par Luther : car l'édition originale de la bible protestante, servit d'archétype pour la version de Bugenhagen.
La Hanse, dominée par les marchands de Lübeck, connut son heure de gloire entre 1200 et 1600. Le parler saxon de Lübeck lui servait de langue véhiculaire (Hansesprache) et fut même longtemps la lingua franca des ports de la mer du Nord et de la mer Baltique. Les linguistes désignent cette phase d'expansion comme celle du « Moyen bas allemand ». Ce terme ne recouvre pas seulement la langue écrite, mais aussi les multiples dialectes parlés à l'époque (et qu'il est aujourd'hui difficile de reconstituer avec certitude). Le moyen bas allemand écrit, en revanche, est attesté par une multitude de documents, contrats, et livres, rédigés jusqu'au XVIIe siècle.
Au cœur de cette culture pan-germanique, il y avait la métropole hanséate de Lübeck ; la dissolution de la ligue marchande relégua le bas saxon au rang de langue interrégionale, d'usage essentiellement oral.

### Dominance du haut allemand (1600 à nos jours)

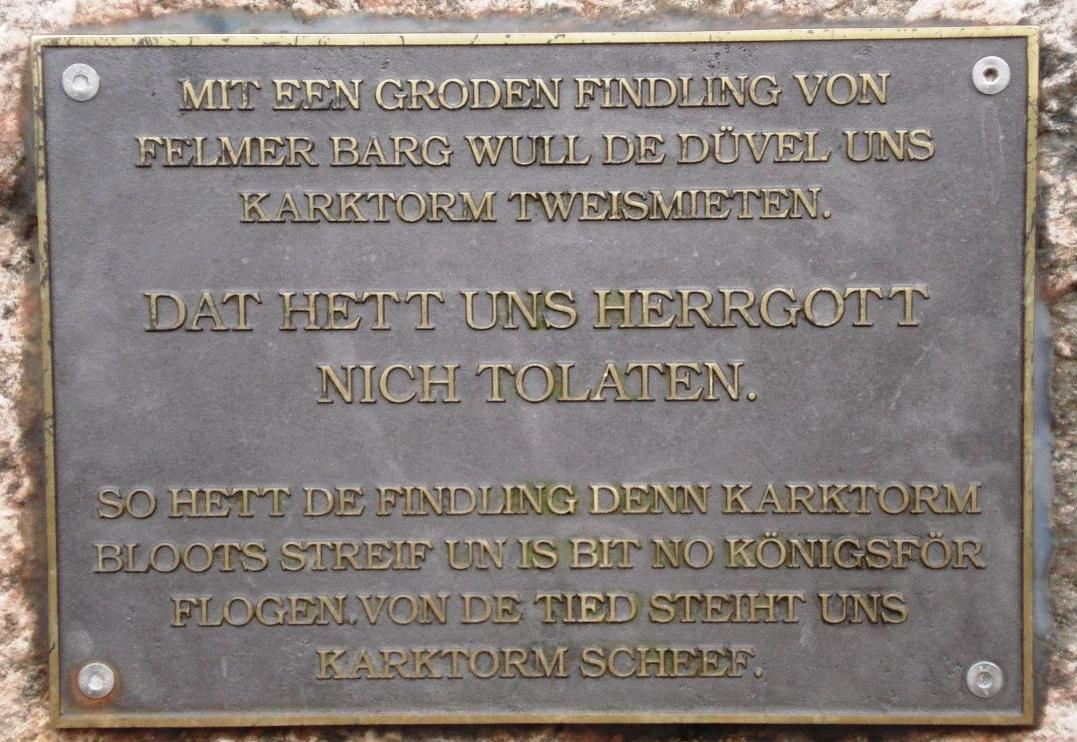
Inscription en bas allemand (cartouche d'une statue du diable à Gettorf (Schleswig-Holstein) – indiquant l'allusion à la pierre du Diable (Teufelsstein), un bloc erratique de Königsförde.

En tant que langue écrite, le bas allemand subissait de plus en plus la pression de l’allemand moderne (Hochdeutsch). La décadence progressive du bas saxon connut deux phases. Au tournant des XVIe et XVIIe siècles, il s'effaça devant l'allemand moderne en tant que langue écrite. À l'exemple des chancelleries des princes d'Empire et des échevinages, la bourgeoisie instruite d'Allemagne se mit à son tour à cultiver l'allemand. S'il est vrai que l'énorme majorité des Allemands du Nord continuaient à utiliser le bas allemand comme langue du quotidien, le manque de prestige de cette vieille langue, son emploi devenu vulgaire, firent qu'une part croissante des élites se mit à parler l'allemand officiel. Finalement elle ne fut plus que la langue des petites gens, et ne se conserva vraiment que dans les campagnes.
La centralisation croissante des États et le développement des mouvements démographiques propres au monde moderne furent autant de freins au rétablissement du bas allemand. Les mouvements sociaux des XIXe et XXe siècles menaçaient jusqu'à son existence. Non seulement l’industrialisation et l’exode rural réduisirent les occasions de s'exprimer, même oralement, en bas allemand, mais même ils finirent par le dissoudre en le déracinant de ses terroirs d'origine. La bureaucratisation, l'obligation de suivre les cours en allemand, enfin dès le milieu du XXe siècle la pression des media, accélèrent la transition vers une société monoculturelle.
À plus long terme, le bas saxon finit par s'effacer des sermons d'église, des écoles de village et de la politique locale, jusqu'à disparaître même des foyers au cours du XXe siècle.

## Localisation

### Le bas saxon auxPays-Bas
Ce ne sont que les sous-groupes bas saxon de Frise orientale et westphalien qui se parlent à l'est des Pays-Bas. Le bas saxon de Frise orientale est confiné aux régions de la Groningue et de la Drenthe du Nord et de l'Est. Tout le reste de la zone du bas saxon appartient à l'aire westphalienne. En raison de la forte influence exercée par la nationalité néerlandaise, le bas saxon est parfois classé par erreur avec le groupe bas-francique, voire vus comme des dialectes du néerlandais. Depuis 1996, le bas saxon des Pays-Bas (ou en néerl. Nedersaksisch) a statut de langue régionale.

## Comparaisons
| Français                                       | Bas saxon |
| ---------------------------------------------- | --- |
| Dans le Nord de l'Allemagne on parle bas saxon | In Noorddüütschland snackt man Neddersassisch / In Noorddüütschland warrt Neddersassisch snackt (tournure passive plus courante) |
| Bienvenue chez nous                            | Willkamen bi uns |

| Français        | Bas saxon | Allemand  | Néerlandais   | Anglais                                 |
| --------------- | --------- | --------- | ------------- | --------------------------------------- |
| terre           | Eerd      | Erde      | aarde         | earth                                   |
| je mange        | Ik eet    | Ich esse  | Ik eet        | I eat                                   |
| eau             | Water     | Wasser    | water         | water                                   |
| feu             | Füer      | Feuer     | vuur          | fire                                    |
| homme           | Mann      | Mann      | man           | man                                     |
| femme           | Fro       | Frau      | vrouw         | woman                                   |
| liberté         | Freeheit  | Freiheit  | vrijheid      | freedom                                 |
| manger          | eten      | essen     | eten          | eat                                     |
| boire           | drinken   | trinken   | drinken       | drink                                   |
| grand           | groot     | groß      | groot         | great                                   |
| petit           | lütt      | klein     | klein         | little                                  |
| vieux           | oolt      | alt       | oud           | old                                     |
| bois (matériau) | Holt      | Holz      | hout          | wood                                    |
| bois, forêt     | Woold     | Wald      | bos, woud     | forest; woods pluriel                   |
| poisson         | Fisch     | Fisch     | vis           | fish                                    |
| frais           | frisch    | frisch    | fris, vers    | fresh                                   |
| maison          | Huus      | Haus      | huis          | house                                   |
| bâtiment        | Gebüüd    | Gebäude   | gebouw        | building                                |
| vapeur          | Stööm     | Dampf     | stoom         | steam                                   |
| nuit            | Nacht     | Nacht     | nacht         | night                                   |
| jour            | Dag       | Tag       | dag           | day                                     |
| jouer           | spelen    | spielen   | spelen        | play                                    |
| mot             | Woort     | Wort      | woord         | word                                    |
| monde           | Welt      | Welt      | wereld        | world                                   |
| compter         | tellen    | zählen    | tellen        | count                                   |
| conter          | vertellen | erzählen  | vertellen     | tell                                    |
| oublier         | vergeten  | vergessen | vergeten      | forget                                  |
| marcher         | gahn      | gehen     | lopen         | walk                                    |
| aller           | gahn      | gehen     | gaan          | go                                      |
| se promener     | wannern   | wandern   | wandelen      | walk; cf. wander errer                  |
| courir          | lopen     | laufen    | rennen, lopen | run; cf. leap (sauter, bondir)          |
| prendre         | nehmen    | nehmen    | nemen         | take (moyen anglais nimen)              |
| acheter         | köpen     | kaufen    | kopen         | buy (vieil anglais ċēappian, cf. cheap) |